# Honoré Daumier
Honoré Daumier (n. 26 februarie 1808, Marsilia, Franța – d. 10 februarie 1879, Valmondois⁠(d), Seine-et-Oise, Franța) a fost pictor, sculptor, caricaturist și litograf francez.
Daumier a lăsat în urma sa lucrări plastice din mai multe categorii de opere. În timpul vieții, cariera de grafician și caricaturist va umbri creația sa în domeniul picturii și al sculpturii. După moartea sa, va fi recunoscut ca unul dintre marii pictori ai secolului al XIX-lea.

## Viața și opera
Honoré Victorin Daumier s-a născut la Marseille, în ziua de 26 februarie 1808, fiu al lui Jean-Baptiste Daumier - de meserie geamgiu, mai târziu funcționar de bancă - și al lui Cécile Catherine Philip. Nașul său de botez era un pictor pe atunci cunoscut - Joseph Lagrange. În anul 1820, familia Daumier se mută la Paris.
Tânărul Honoré întrerupe școala și devine curier la un notar, anul următor vânzător într-o librărie. În clipele libere învață să deseneze. Primele lecții le ia de la pictorul Alexandre Lenoir, fost elev al lui Louis David. La atelierul lui Lenoir rămâne doar pentru puțin timp, preferă să studieze copiind la Louvre operele marilor maeștri, în special Rembrandt, Rubens, Tiziano, pictorii spanioli și sculptură greacă.
În anul 1822, Daumier execută primele sale litografii, tehnică abia introdusă în Franța, și se bucură de succes. Daumier se angajează la o editură specializată în arta grafică. Dobândește îndemânare în acest domeniu și, între anii 1829-1830, colaborează la revista "La Silhouette", una dintre primele publicații săptămânale ilustrate din Franța. Aici îi cunoaște pe caricaturiștii Paul Gavarni (1804-1866) și Henri Monnière (1805-1877), precum și pe scriitorul Honoré de Balzac.

### Caricaturist politic
Geniul lui Daumier în domeniul litografiei se relevă cu adevărat abia după revoluția din iulie 1830 când, o dată cu abdicarea regelui Carol al X-lea, sub guvernarea lui Ludovic-Filip, înflorește activitatea caricaturiștilor. Epoca este caracterizată de mari frământări politice și sociale, situație care generează un câmp de creație deosebit de fertil pentru satirici. În anul 1831, Daumier este angajat de polemistul Charles Philipon, directorul și fondatorul săptămânalului "La Caricature", cel mai renumit jurnal satiric al vremii. La cererea lui Philipon, execută o serie de busturi caricaturale sculptate și colorate. Această serie, care îi înfățișează pe câțiva dintre cei mai cunoscuți reprezentanți politici de dreapta, va fi expusă în vitrina revistei începând din luna aprilie a anului 1832 și va avea un imens succes la public.  

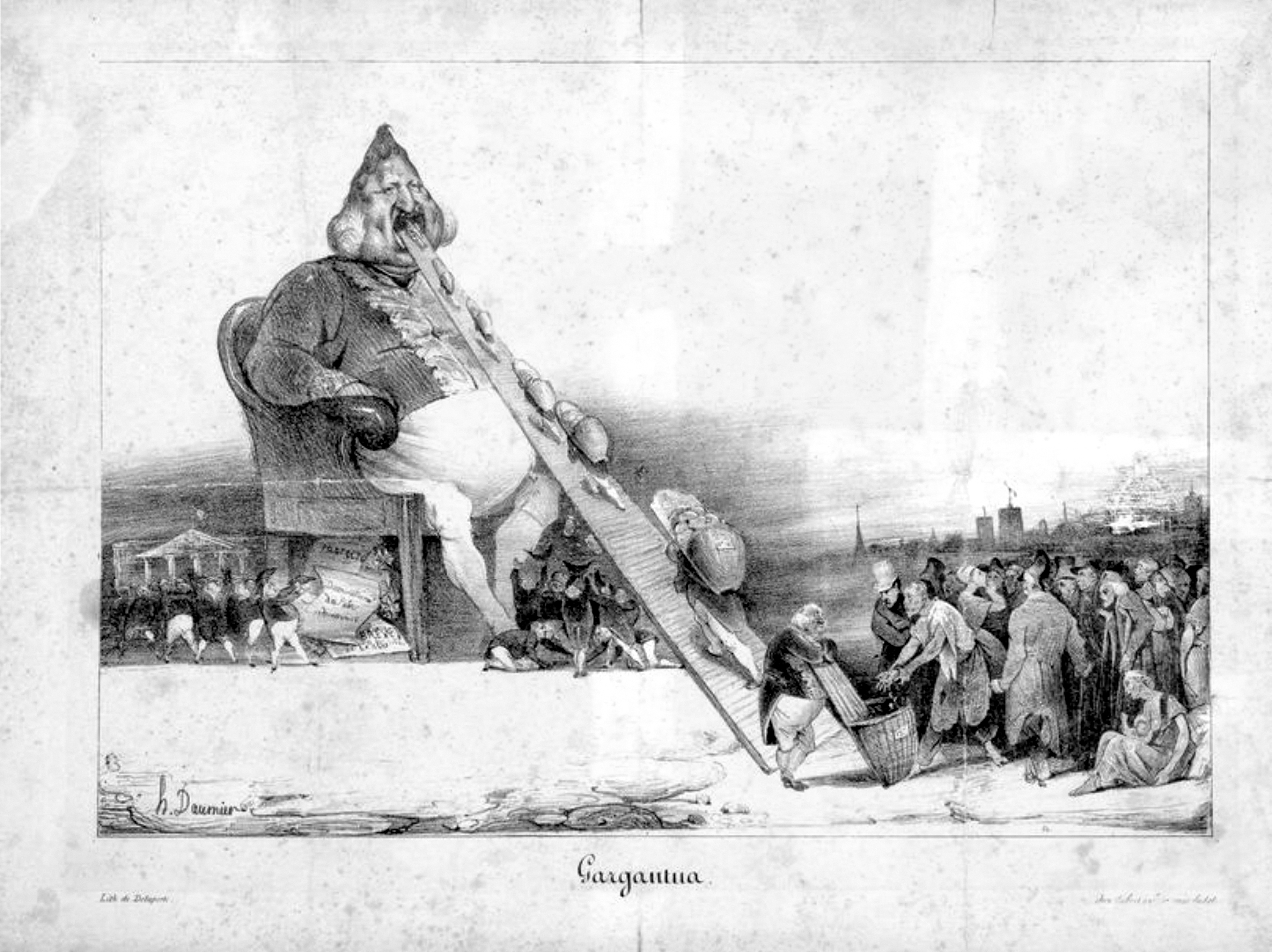
Gargantua

Acest succes reaprinde scandalul iscat de litografia publicată de Daumier cu trei luni în urmă, intitulată Gargantua, în care este reprezentat regele Ludovic-Filip așezat pe "tron" (în franceză, în limbajul curent, "trône" înseamnă și "scaun de closet"). Criticul de artă George Besson descrie astfel această caricatură: „În fața tronului, miniștri și deputați aruncă în gura regelui conținutul unui coș plin de aur strâns de la popor. Aurul digerat de Gargantua este apoi excrementat mulțimii de lingușitori sub formă de acte de înnobilare, funcții și ordine de merit...” Daumier este condamnat la șase luni de închisoare și o amendă de 500 de franci. Artistul va fi inițial închis la Sainte-Pélage, iar apoi va fi transferat într-o instituție de bolnavi mintal. Eliberat în anul 1833, își reia activitatea de caricaturist.
În această perioadă locuiește într-un cartier muncitoresc, pe strada Saint-Denis din Paris. Se întâlnește cu artiști fascinați de ideile revoluționare, cum ar fi pictorul Diaz de la Peña (1808-1878) și sculptorul Auguste Préault (1809-1879). Majoritatea timpului Daumier o consacră litografiei, dar - ori de câte ori poate - sculptează și pictează.
În anul 1835, au fost adoptate decizii referitoare la limitarea libertății presei. "La Caricature" încetează să mai apară; Daumier va începe din acel moment lunga sa colaborare cu revista "La Charivari". Deoarece caricatura politică devine imposibilă, noul subiect preferat al satirei își are izvorul în moravurile epocii. Această schimbare de registru reprezintă pentru Daumier o șansă, căci îi oferă ocazia de a-și înnoi stilul și de a dezvălui noi fațete ale talentului său. El asociază virtuozitatea reacției imediate, tipică reportajului, cu ipostaza de moralist care nu ezită să-și exprime judecățile, așa cum ar fi, spre exemplu, în compozițiile Les Gens de Justice, Les Bons Bourgeois, Le Ventre Législatif. Începând cu apariția ciclului de romane La Comédie Humaine în 1845, Daumier participă la ilustrarea operelor lui Honoré de Balzac.

### Daumier, pictorul

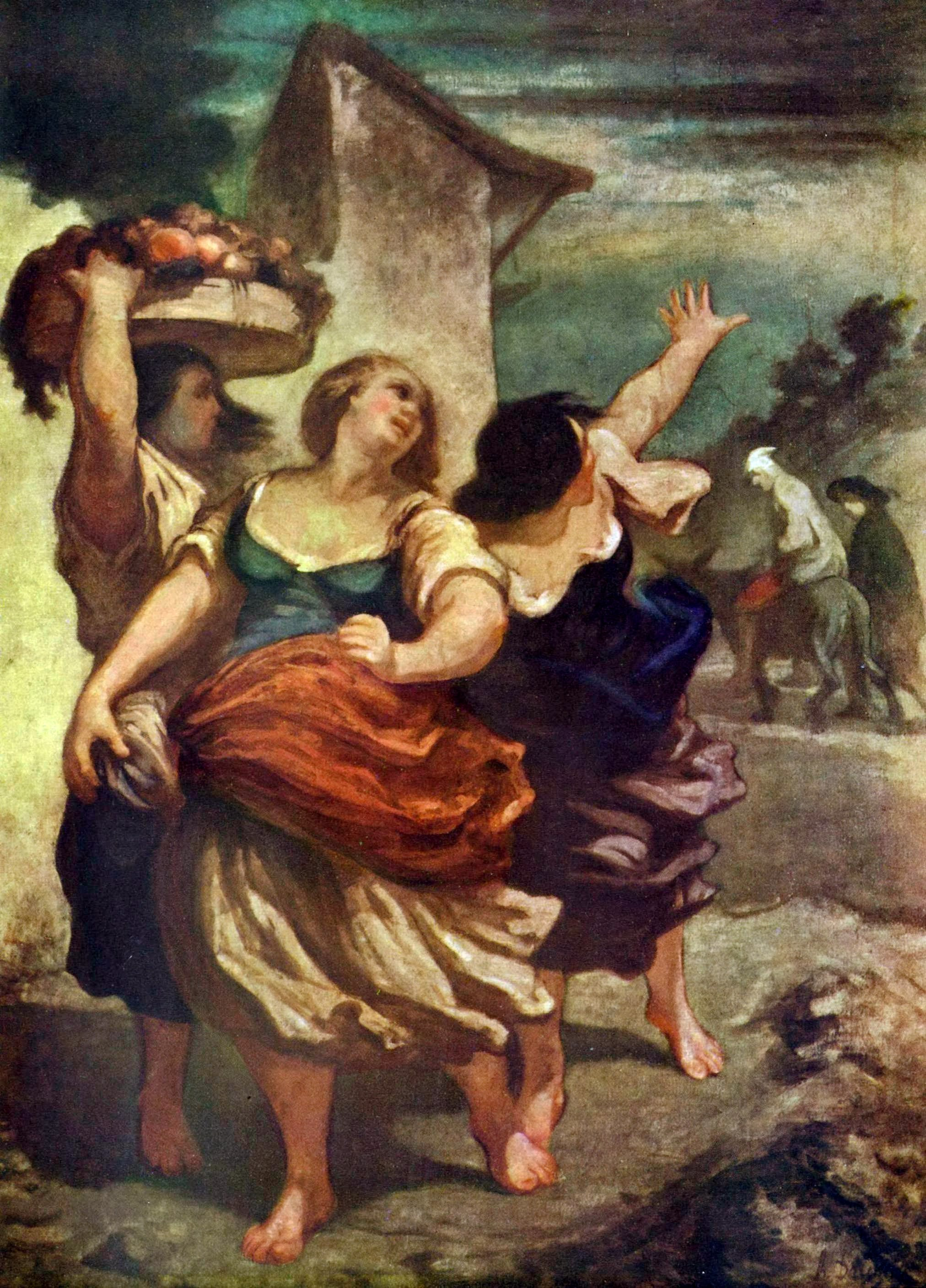
Morarul, fiul său şi asinul, ulei pe lemn, 1849 - Art Gallery, Glasgow

Din anul 1845, Daumier locuiește pe insula Saint-Louis, în centrul Parisului. Pe 16 aprilie 1848, se căsătorește cu Marie-Alexandrine Dassy, cu care are deja un fiu. Consacră din ce în ce mai mult timp picturii. Daumier se vizitează adesea cu poetul Charles Beaudelaire, cu pictorii Eugène Delacroix și Charles François Daubigny sau cu sculptorul Antoine Louis Barye. Împreună cu aceștia, ia inițiativa pentru crearea Salonului Artiștilor Independenți, în semn de protest împotriva tiraniei Salonului oficial și a autorității juriului acestuia asupra artei.
Răsturnarea lui Ludovic-Filip în 1848 și instaurarea celei de-a doua Republici înlesnesc accesul la putere al unora dintre prietenii republicani ai lui Daumier. Pictorul renunță pentru un timp la litografie și se consacră în totalitate picturii. Daumier expune la Salon în anul 1849, unde va mai fi prezent și în anii 1851, 1861 și 1869. Adesea revine în tablourile sale la teme pe care le-a folosit în litografii. Prezintă avocați, judecători, scene de teatru și scene care înfățișează străzile Parisului: amatori de gravuri, muzicanți ambulanți, acrobați ... La începutul anilor 1850, își îndreaptă atenția spre sculptură. Începe să execute o sculptură care va deveni celebră - Ratapoil (1850). Ratapoil simbolizează un agent bonapartist, pe jumătate ofițer, pe jumătate polițist, care străbate Franța răspândind ambițiile imperiale ale viitorului Napoleon al III-lea. Dumier îl prezintă ca o creatură slăbită, cu o pălărie turtită pe cap, cu o față împodobită de mustăți încârligate și cu o barbă ascuțită.
Din 1853, Daumier va petrece lunile de vară, în tovărășia prietenului său Daubigny, în Valmondois, pe malul râului Oise. Adesea merge la Barbizon, pentru a se întâlni cu pictorii Théodore Rousseau, Jean-Baptiste Camille Corot, Jean-François Millet. Pictorii de la Barbizon lucrează în principal în natură, lucru care nu i se întâmplă lui Daumier. Se apreciază totuși reciproc.

### Ultimii ani
Călătoriile la Valmondois devin din ce în ce mai dese și, în cele din urmă, artstul închiriază acolo o casă, în care se mută definitiv în anul 1865.
Pe 8 februarie 1870, împreună cu Corot, Édouard Manet și Gustave Courbet, Daumier semnează o petiție de protest împotriva asprimii juriului de la Salon. În timpul războiului franco-prusac, continuă să realizeze litografii pentru "Le Charivari". În iarna anului 1870-1871, în timpul asedierii Parisului, Daumier și Courbet fac parte din comisia responsabilă de salvarea monumentelor pariziene și a capodoperelor din muzee.
Din anul 1867 vederea artistului începe să se înrăutățească. În anul 1872, aproape orb, realizează ultimele sale litografii și tablouri. În 1877, artistul se găsește într-o situație materială dificilă și i se acordă o rentă de stat modestă. Nu-i va fi dat să profite multă vreme de ea, din păcate pe 8 februarie 1879 face o hemoragie și moare trei zile mai târziu în casa de la Valmondois.

### Galerie
Sculpturi în Musée d'Orsay, Paris

Politicianul Laurent Cunin ("L'homme en rage"), 1832-35
Parlamentarul Jean-Auguste Chevandier de Valdrome ("Le fou"), 1832-35
Bancherul Jacques Lefèvre, 1833
Ratapoil, statuetă de bronz, 1850

Litografii - Acuarele

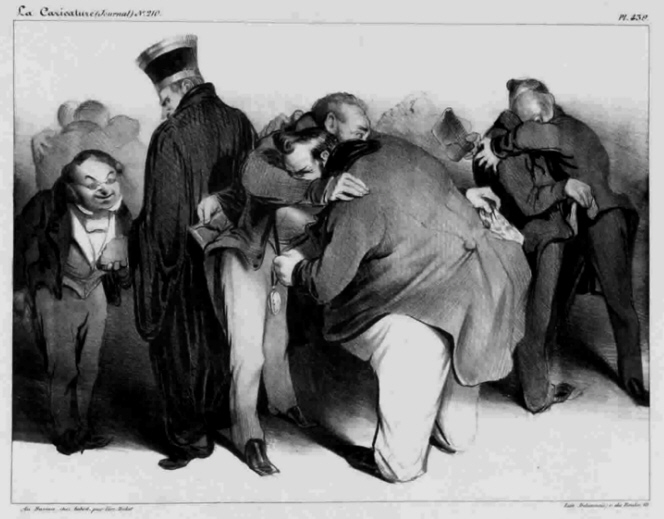
"Nous sommes tous d'honnètes gens, embrassons-nous, et que ça finisse". Caricatură la adresa aranjamentelor dintre politicieni, 1834. (Idee asemănătoare expresiei caragieleşti: "Pupat piaţa Independenţii!")
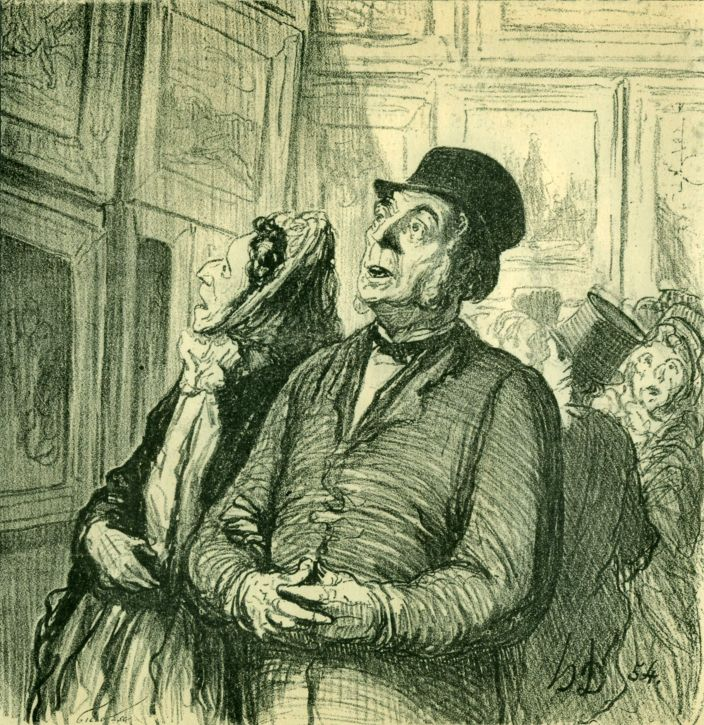
Duminica la muzeu, 1838
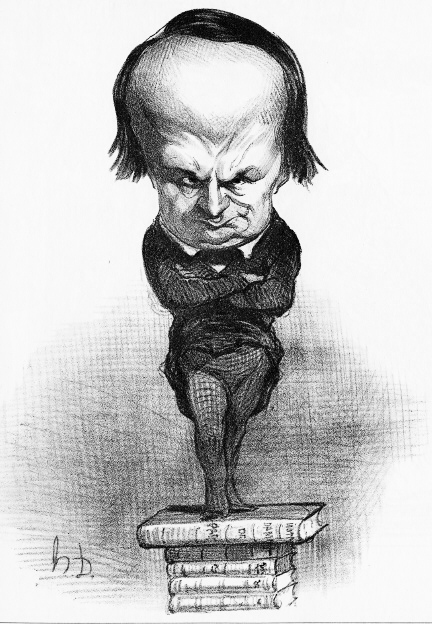
Caricatura lui Victor Hugo, apărută în "Le Charivari" la 20 iulie 1848
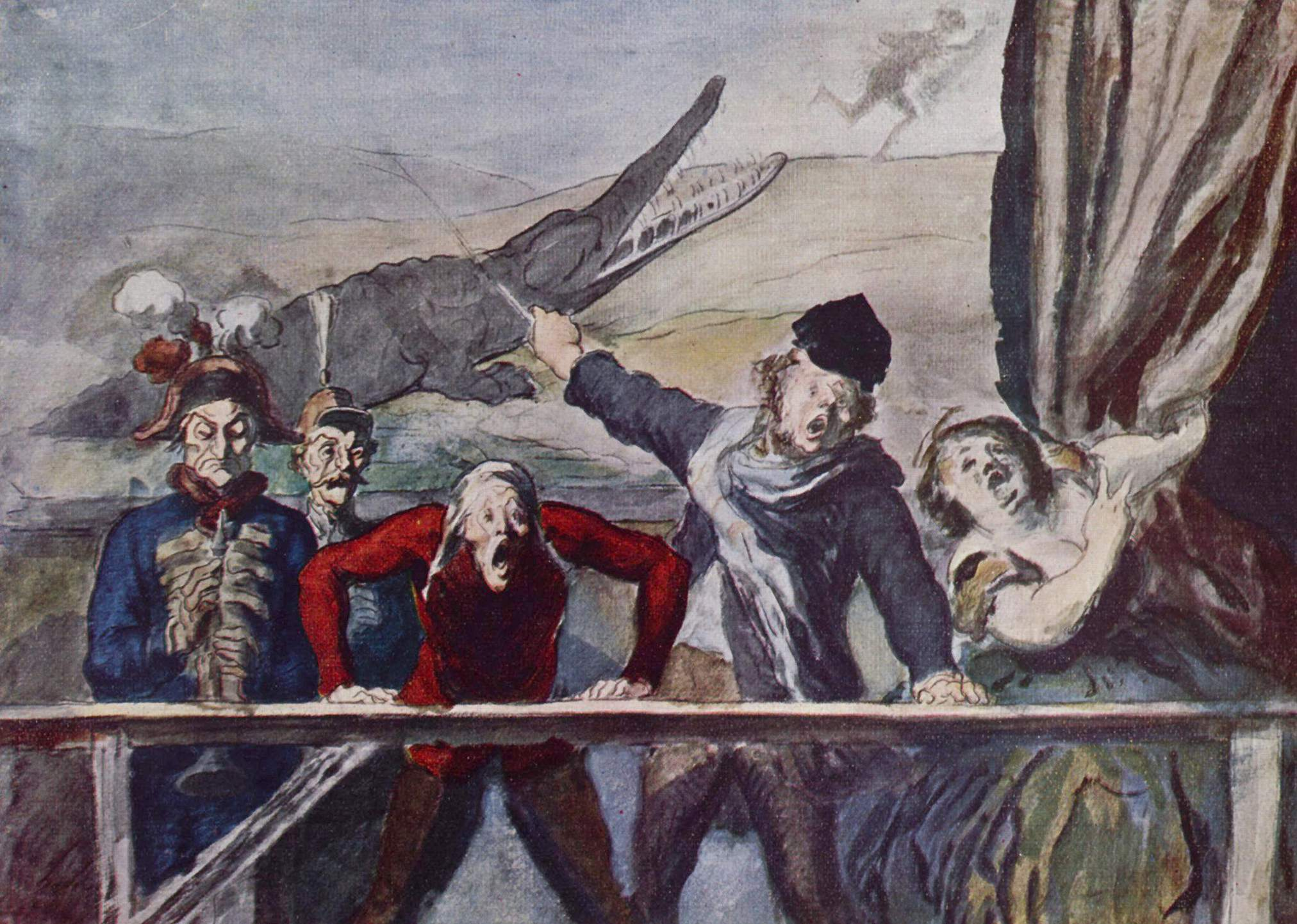
Reprezentaţie, acuarelă 1858 - Musée du Louvre, Paris

Picturi

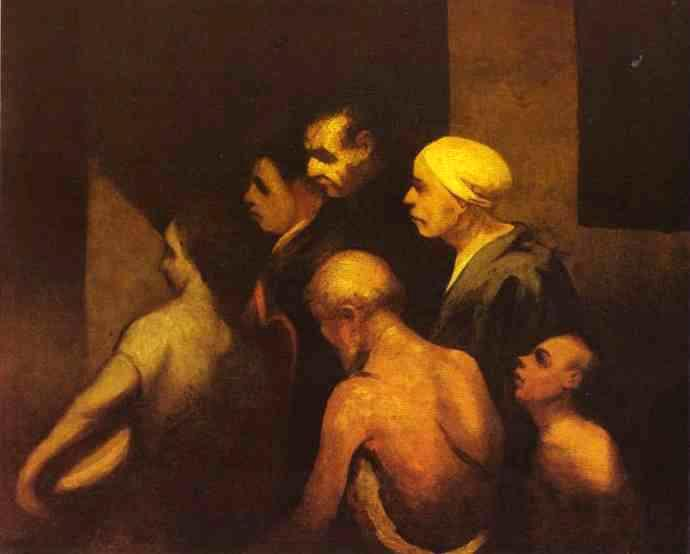
Cerşetorii, 1845 - National Gallery of Art, Washington, D.C.
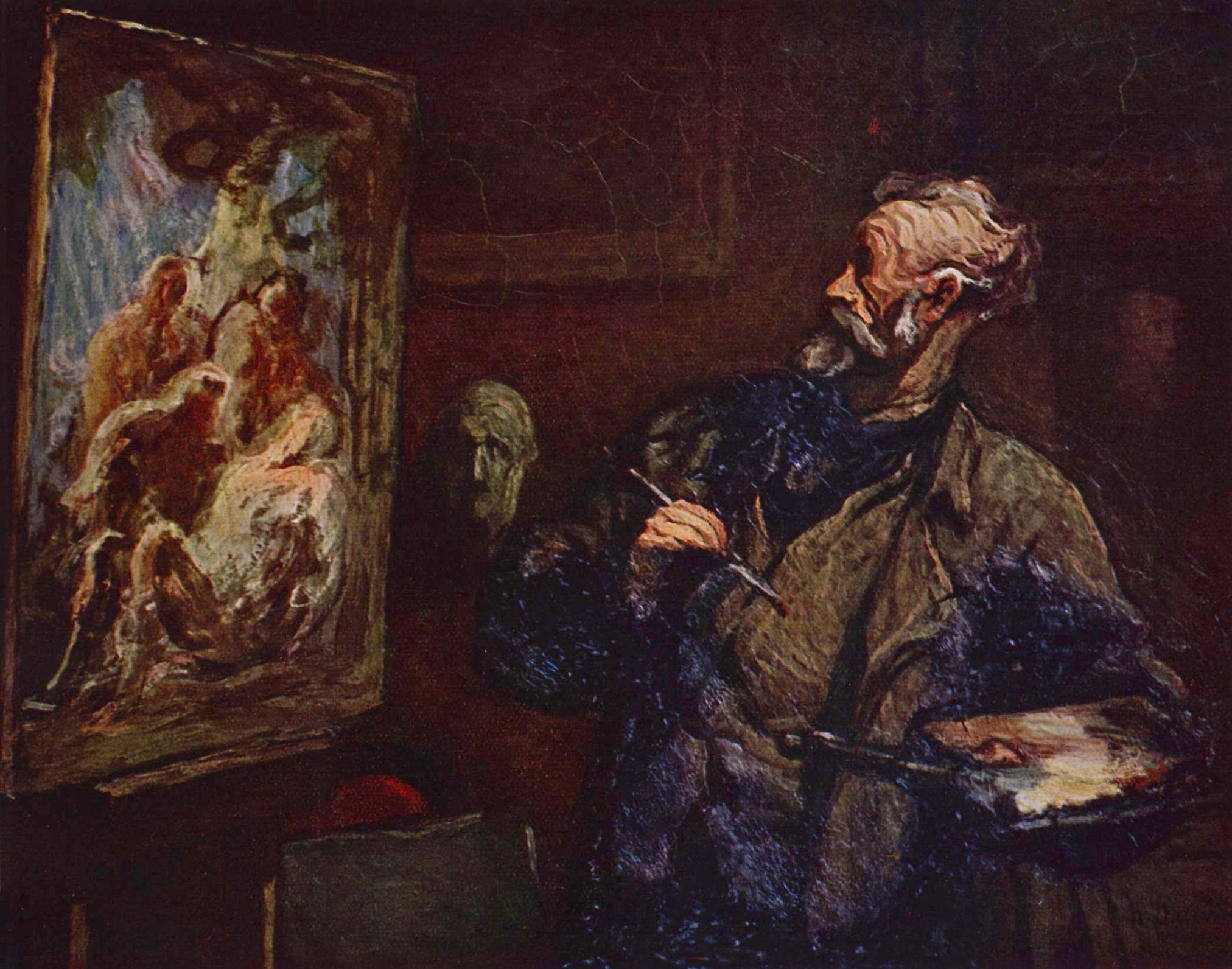
Pictorul, 1858 - Musée des Beaux Arts, Reims
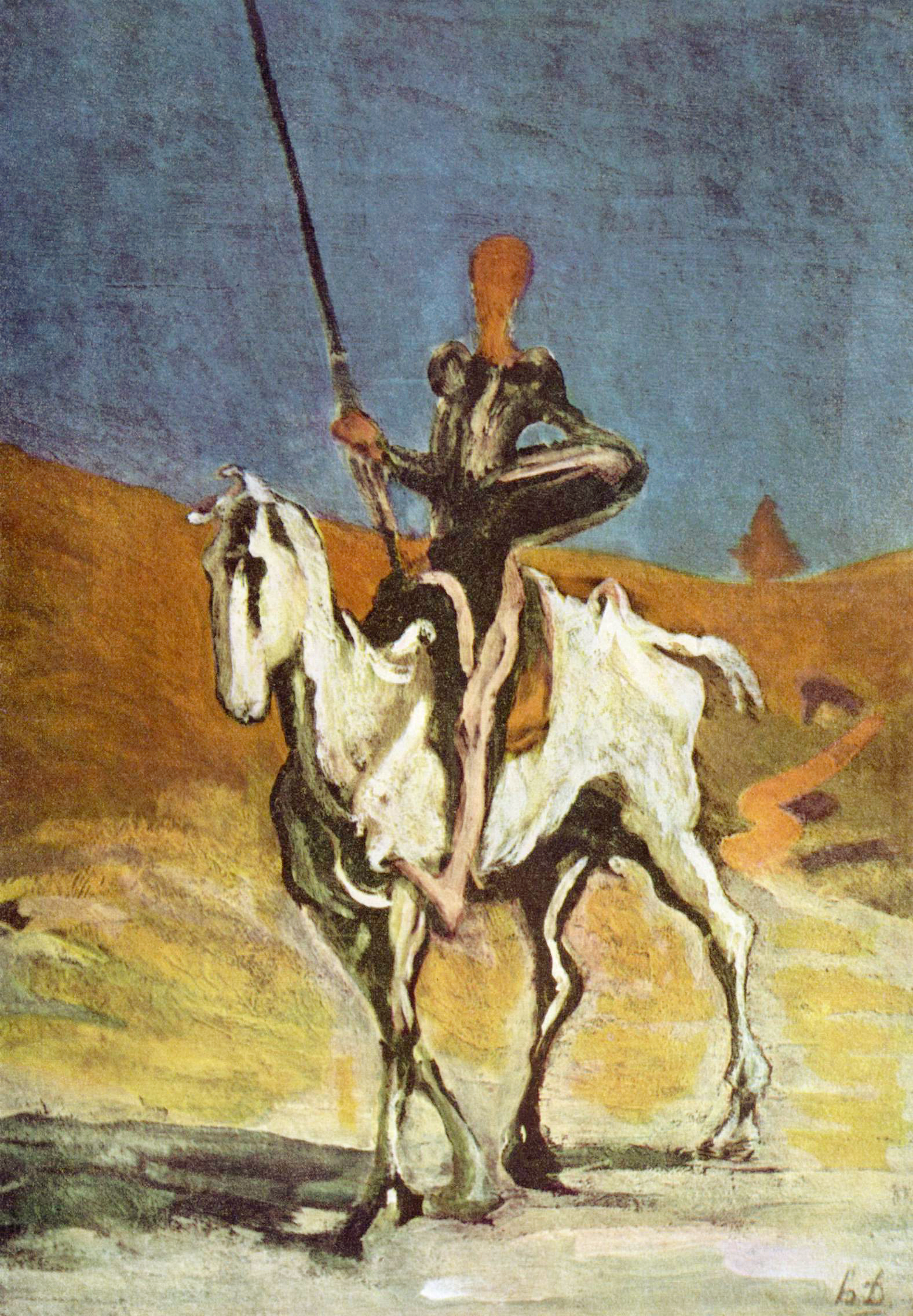
Don Quijote, 1865-1870 - Nationalgalerie, Berlin
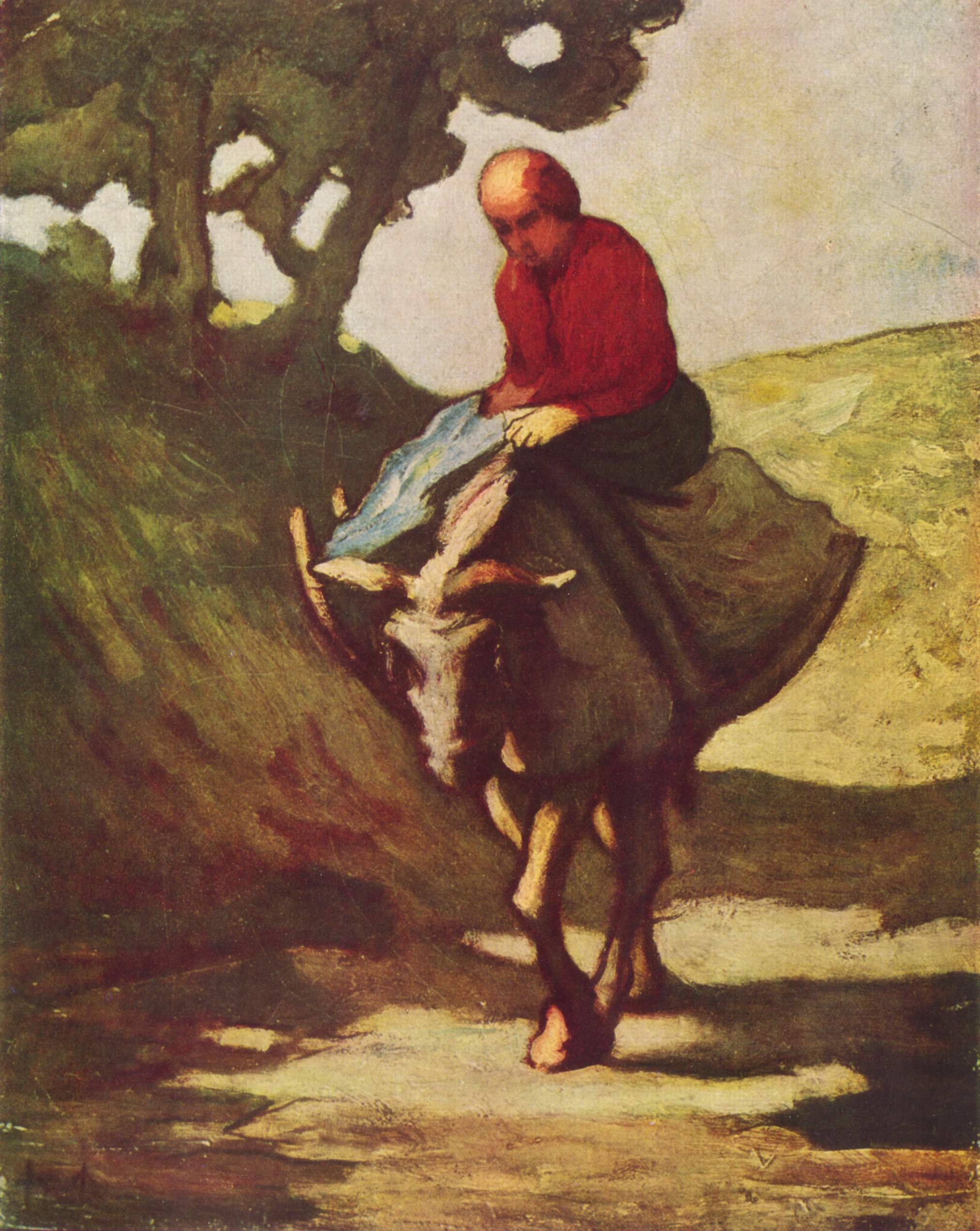
Întoarcerea de la târg, 1870 - Sammlung Oskar Reinhart, Winterthur